# Willie Naulls
Willie Naulls, właśc. William Dean Naulls (ur. 7 października 1934 w Dallas, zm. 22 listopada 2018 w Laguna Niguel) – amerykański koszykarz, skrzydłowy, trzykrotny mistrz NBA, uczestnik spotkań gwiazd.
Występując w barwach New York Knicks został pierwszym afroamerykańskim kapitanem zawodowego zespołu sportowego w historii.

## Osiągnięcia
NCAA
- Uczestnik rozgrywek Sweet Sixteen turnieju NCAA (1956)
- Wybrany do II składu All-American (1956)[4]

NBA
- trzykrotny mistrz NBA (1964-1966)[2]
- czterokrotny uczestnik meczu gwiazd NBA (1958, 1960–1962)[3]